# Hauptscharführer

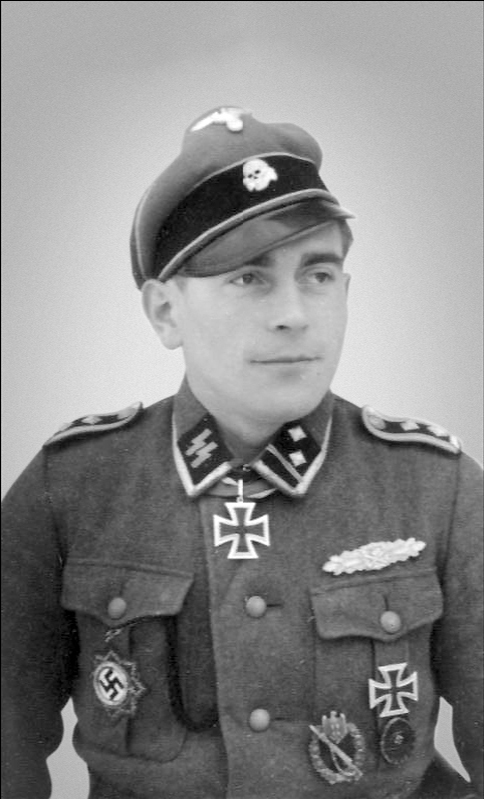
El SS-Hauptscharfürer de la Waffen-SS Gustaf Schreiber.

Hauptscharführer fue un rango militar nacionalsocialista utilizado por las Schutzstaffel (SS) entre los años 1934 y 1945 para suboficiales. Es el más alto de alistados de las SS, con la excepción del rango SS-sturmscharführer de las Waffen-SS. Se puede traducir como (jefe de pelotón), se convirtió en un rango de las SS después de una reorganización de las mismas tras la noche de los cuchillos largos. El primer uso de hauptscharführer fue en junio de 1934, cuando reemplazó el anterior título de las SA de obertruppführer.
Dentro de las Allgemeine-SS (SS general), un hauptscharführer era normalmente el jefe de un SS-sturm (unidad de ataque) o un rango utilizado por personal alistado, asignado a una agencia de oficina o de seguridad de la sede de SS (como la Gestapo y Sicherheitsdienst). También se usó en el servicio de los campos de concentración como un rango de los Einsatzgruppen.
En las Waffen-SS hauptscharführer era un rango otorgado suboficiales de una compañía o batallón y fue considerado el segundo más alto rango alistado, por debajo de sturmscharführer. A quienes tenían el rango de las Waffen-SS de Hauptscharführer normalmente también se les concedía el título de stabsscharführer, que fue un puesto obtenido por los altos suboficiales de una compañía, batallón o regimiento.
Insignias del rango SS-hauptscharführer de las Waffen-SS

Emblema de cuello para un SS-Hauptscharführer.

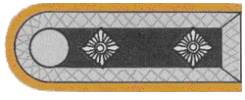
Galón de SS-Hauptscharführer.

- Datos: Q667996